# Roy (Utah)
Roy é uma cidade localizada no estado norte-americano de Utah, no Condado de Weber.

## Demografia
Segundo o censo norte-americano de 2000, a sua população era de 32.885 habitantes.
Em 2006, foi estimada uma população de 35.100, um aumento de 2215 (6.7%).

## Geografia
De acordo com o United States Census Bureau tem uma área de
19,7 km², dos quais 19,7 km² cobertos por terra e 0,0 km² cobertos por água. Roy localiza-se a aproximadamente 1315 m acima do nível do mar.

## Localidades na vizinhança
O diagrama seguinte representa as localidades num raio de 8 km ao redor de Roy.